# 도로테아 에르크슬레벤

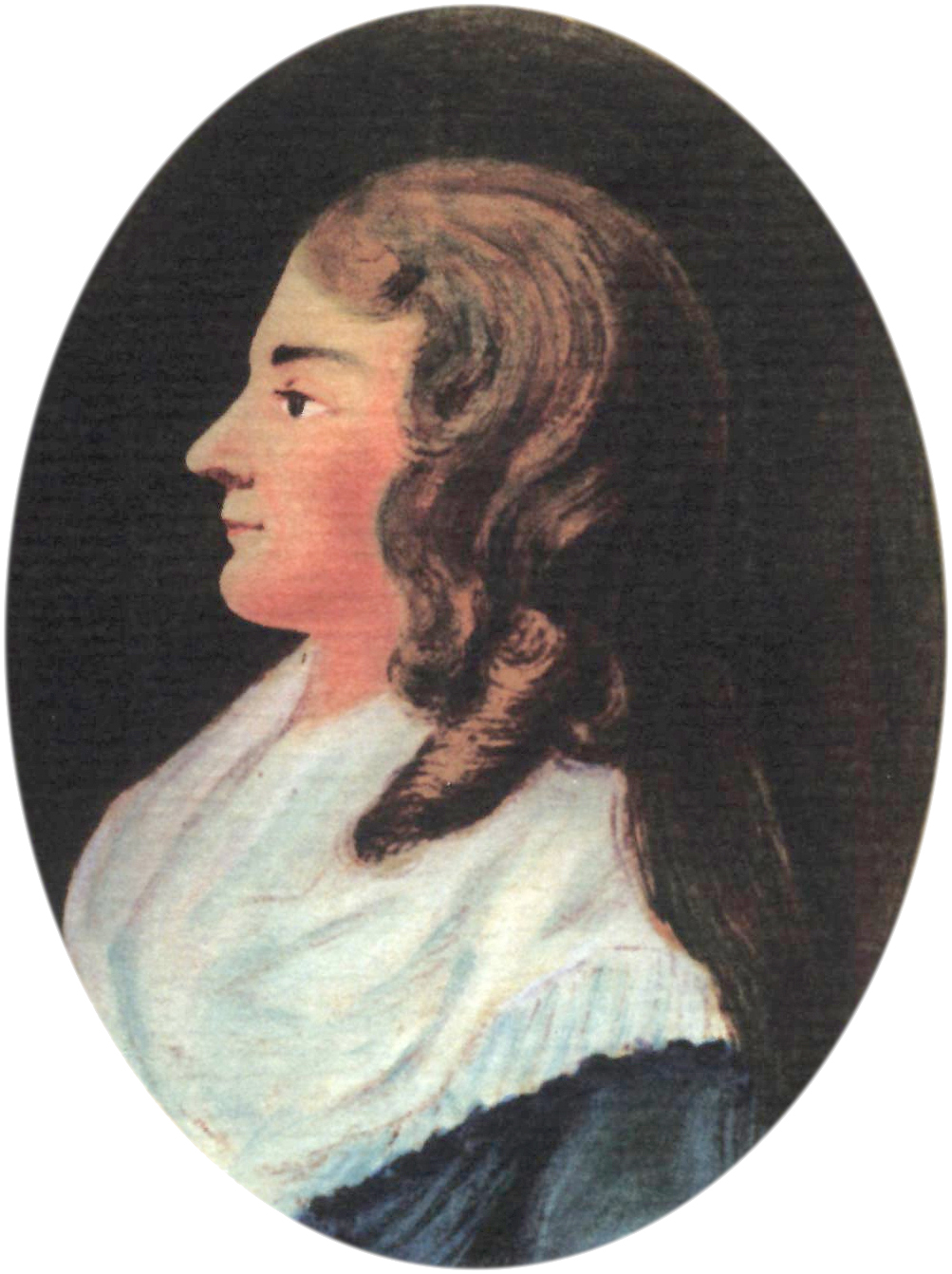
도로테아 에르크슬레벤

도로테아 크리스티아네 에르크슬레벤(독일어: Dorothea Christiane Erxleben, 혼전 성씨: 레포린(Leporin), 1715년 11월 13일 ~ 1762년 6월 13일)은 독일의 의사이다. 독일어권 국가 및 지역에서 여성 연구의 선구자로 여겨지고 있으며 스위스나 미국에서 의학 연구에 정기적으로 입학하기 훨씬 이전에 할레에서 특별한 조건하에서 1754년에 박사 학위를 취득했다.

## 생애

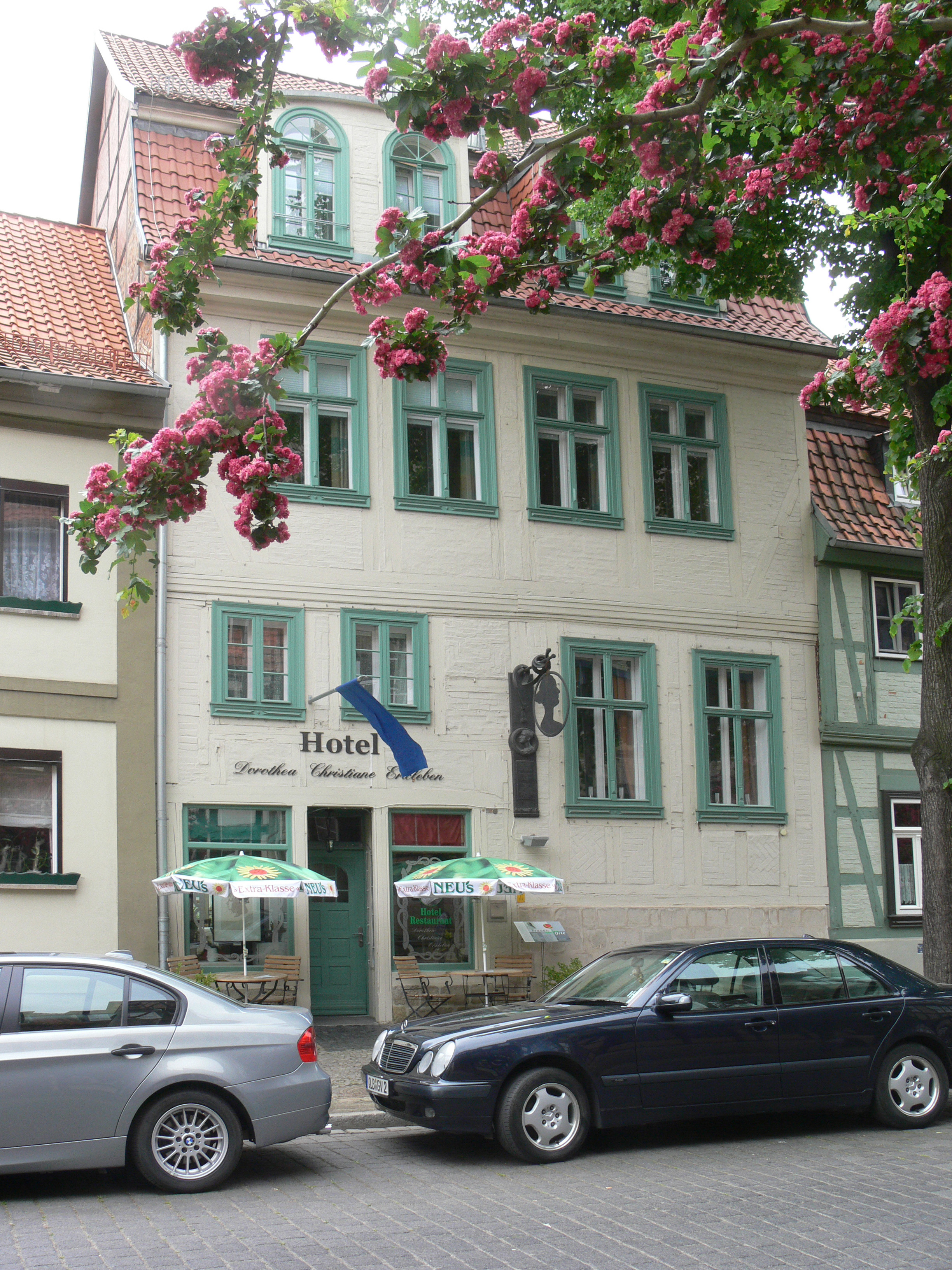
도로테아 에르크슬레벤이 태어난 집인 크베들린부르크의 슈타인베크 51호(Steinweg 51)

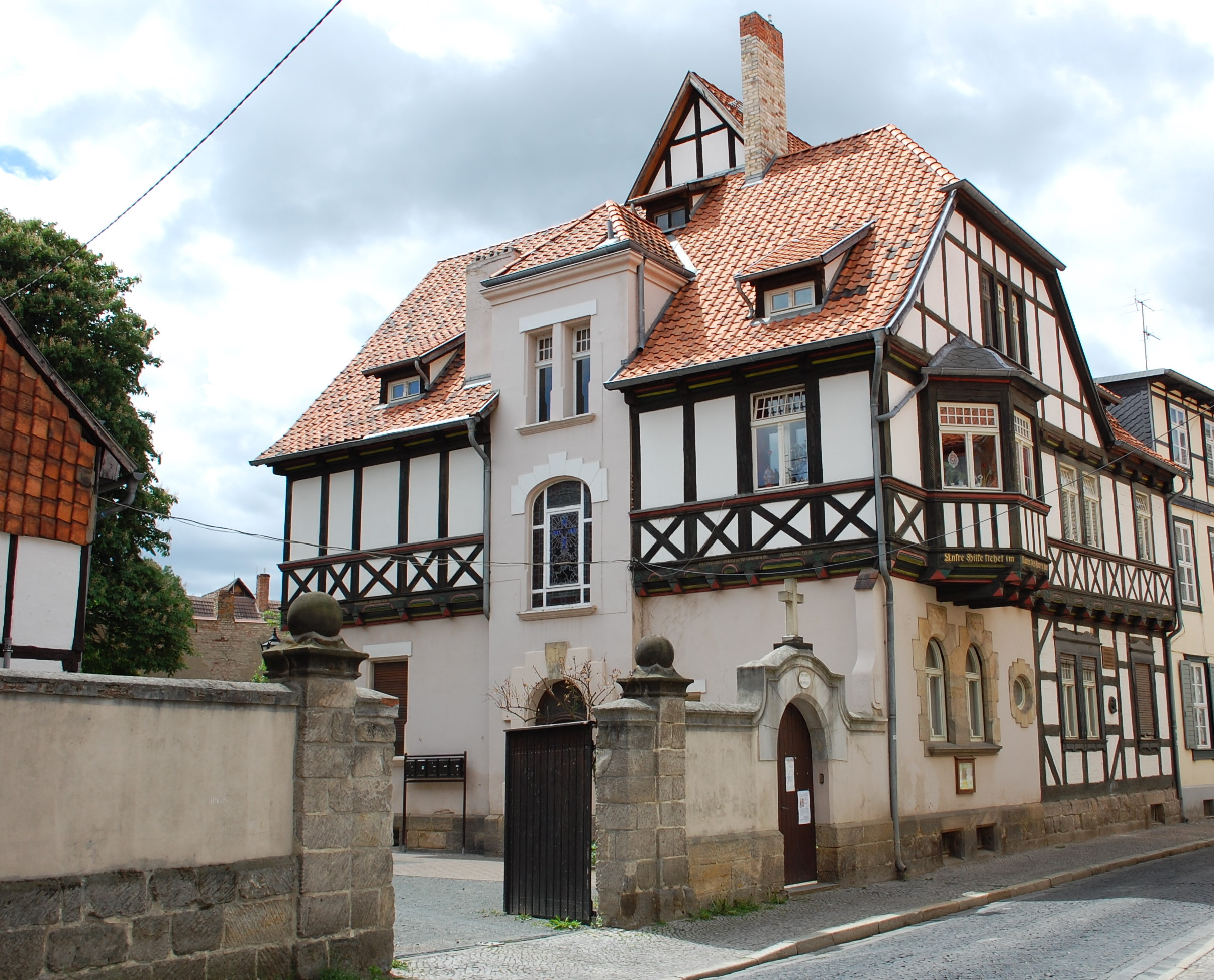
도로테아 에르크슬레벤의 직장이자 거주지인 크베들린부르크의 카플라나이 10호(Kaplanei 10)

도로테아 레포린은 1715년 11월 13일에 작센안할트주 크베들린부르크에서 아셔슬레벤의 의사이자 로렌츠 하이스터의 전기 작가인 크리스티안 폴리카르프 레포린 제니오르(1689년 ~ 1747년)와 알베르트 마이네케 추기경의 딸인 아나 조피아 레포린(1681년 ~ 1757년) 부부의 딸로 태어났다. 그가 태어난 집인 슈타인베크 51호는 지금도 남아 있다.
어린 시절부터 허약하면서도 재능 있는 소녀는 뛰어난 지적 능력과 과학 연구에 대한 관심을 보였다. 크베들린부르크 라츠슐레의 학장과 교감은 도로테아 레포린에게 개인적인 라틴어 수업을 해주었다. 도로테아의 아버지는 자신의 딸에게 자연과학과 그의 남동생인 크리스티안 폴리카르프 레포린 유니오르(1717년 ~ 1791년)와 함께 실용 의학과 이론 의학을 가르쳤다. 그 결과 도로테아는 게오르크 에른스트 슈탈, 미하엘 알베르티, 요한 융커, 로렌츠 하이스터 등의 의학 저술을 알게 되었다. 도로테아의 아버지는 또한 16세 때부터 자신의 딸인 도로테아를 환자들에게 데려갔고 심지어 시간이 지나면서 도로테아가 자신의 진료에서 자신을 대리하도록 했다.
도로테아는 자신의 남동생과 같은 교육을 받았고 오빠와 마찬가지로 학위를 얻기를 열망했다. 남동생과 함께 공부하고 싶은 도로테아의 욕망은 남동생이 군대에 징집되었을 때에 불가능해졌다. 하지만 남동생은 여동생과 함께 공부하기 위해 군대를 조기 전역했다. 도로테아의 남동생은 한동안 탈영병으로 여겨졌기 때문에 근처의 헤센카셀 방백국으로 도망쳤는데 나중에 닌부르크/베저에서 의사로 근무하게 된다.
도로테아 레포린은 광범위한 의학 지식에도 불구하고 자신의 형과 동행하지 않고는 대학에 들어갈 수 없었다. 그러다가 프로이센 왕국의 프리드리히 2세 국왕에게 눈길을 돌렸고 1741년에 프리드리히 2세 국왕의 지시에 따라 할레 대학교에서 박사 학위를 수여받게 된다. 도로테아는 1742년에 사촌과 첫 결혼을 한 다음에 4명의 딸을 둔 과부 부제인 요한 크리스티안 에르크슬레벤(1697년 ~ 1759년)과 결혼했다. 하지만 의붓아들 가운데 맏이가 9살밖에 되지 않았기 때문에 한동안 박사 학위를 받을 수 있다는 프로이센 왕실의 특권을 이용하지 않았다.
도로테아 에르크슬레벤이 의학 실습을 시작했을 때에 그는 공식적인 대학교 의학 실습을 받지 않았기 때문에 그의 고향에 있던 다른 의사들에 의해 초보 의사라는 비난을 받았다. 이에 도로테아 에르크슬레벤은 1742년에 레포린이라는 이름으로 《여성이 공부하지 못하게 하는 원인에 대한 철저한 조사》라는 글에서 자신에 대한 비난에 대해 스스로를 변호했다.
"교육에 대한 경멸은 특히 여성의 성별이 공부하는 것을 방해한다는 사실에서 명백합니다. 만약 어떤 것이 모든 사람에게 필요하고 유용하지 않기 때문에 대부분의 인류에게서 빼앗긴다면 그것은 일반적인 이익이 될 수 없기 때문에 많은 사람들에게 불리하게 작용할 수 있습니다. 그러므로 많은 사람들이 학식으로부터 제외되는 것은 그들을 경멸하게 만듭니다. 이러한 부정은 이 영광스럽고 귀중한 물건을 빼앗긴 여성들에게 일어나는 것만큼 큽니다."

도로테아 에르크슬레벤은 대가족에서 가정주부로 일했을 뿐만 아니라 의학을 계속했고 1747년에 사망한 아버지의 진료를 이어받았다. 그가 진찰한 환자 가운데 한 명이 치료 도중에 사망한 이후에 다른 의사들은 그를 "의료 사고"라고 고발했다. 결과적으로 자신의 4번째 아이가 태어난 직후에 39세에 접어든 도로테아 에르크슬레벤은 박사 학위를 따기로 결심하게 된다. 1754년 1월에는 《너무 빠른 관리의 공백이 종종 안전한 관리의 원인이 된다》(Quod nimis cito ac iucunde curare saepius fiat causa minus tutae curationis)라는 박사 논문을 발표했고 1755년에는 《완전히 사라지고 쾌적해지지만 경우에 따라서 종종 불확실한 질병 치유에 관한 학술 논문》(Academische Abhandlung von der gar zu geschwinden und angenehmen, aber deswegen öfters unsichern Heilung der Krankheiten)이라는 독일어 논문을 발표했다.
도로테아 에르크슬레벤은 1755년 5월 6일에 할레 대학교에서 치른 박사 시험에서 큰 성공을 거두었지만 프로이센 왕국의 국왕이 시험과 박사 학위를 승인한 후에야 합격했다. 1754년 6월 12일에는 요한 융커 교수가 에르크슬레벤을 "의학 박사"라고 엄숙하게 선언했다. 박사 학위를 받은 에르크슬레벤은 자신의 아이들을 돌보고 가정을 운영하고 환자들을 치료하는 이전과 같은 삶을 계속했다. 에르크슬레벤은 1762년 6월 13일에 크베들린부르크에서 사망할 때까지 존경받는 여성 의사로 남아있었다. 그의 장남인 요한 크리스티안 폴리카르프의 부고에 따르면 에르크슬레벤은 유방암으로 사망했다고 한다.

## 가정
도로테아 에르크슬레벤은 남편인 요한 크리스티안 에르크슬레벤(1697년 ~ 1759년)과의 사이에서 4명의 자녀를 두었다. 장남인 요한 크리스티안 폴리카르프 에르크슬레벤(1744년 ~ 1777년)은 유명한 과학자가 되었다. 차남인 크리스티안 알베르트 크리스토프 에르크슬레벤(1746년 ~ 1755년)는 9세의 나이로 사망했다.
그의 딸인 아나 도로테아 에르크슬레벤(1750년 ~ 1805년)는 1777년에 루트비히 크리스티안 안톤 비간트(독일의 식물학자인 알베르트 비간트의 할아버지)와 결혼했다. 막내아들인 요한 하인리히 크리스티안 에르크슬레벤(1753년 ~ 1811년)은 법학자가 되었다.

## 유산
1899년 4월 20일에 독일 제국의 여성들은 처음으로 의학, 치과, 약학 분야의 국가 시험에 공식적으로 합격했다. 1908년-1909년 겨울 학기에 처음으로 여자 의대생들이 프로이센 대학교에 입학할 수 있었다. 그럼에도 불구하고 1901년까지 몇 가지 예외가 있었는데 헤센주 기센 등에서 박사 학위를 받은 샤를로테 하이덴라이히(1788년 ~ 1859년)와 몇몇 다른 사람들, 치과의사인 헨리에테 히르슈펠트티부르티우스(1834년 ~ 1911년) 등이 있었다. 이다 데모흐마우르마이어(1877년 ~ 1950년)와 마틸데 바그너(1866년 ~ 1940년)는 1900년에 국가평의회의 결정에 따라 국가 시험을 볼 수 있는 최초의 의사이자 치과의사가 되었다.
1955년에 개교하여 1990년에 폐교될 때까지 존재했던 크베들린부르크 의과대학은 도로테아 크리스티아네 에르크슬레벤이라는 이름을 갖고 있었다. 1962년부터 의과대학은 "젊은 민족 국가의 외국 시민들"을 위한 훈련소로 유명해졌다. 동독에서 독특한 이 시설에서 30개 이상의 국가와 4개 대륙에서 온 의료진들이 훈련을 받고 자격을 얻었다. 크베들린부르크에 위치한 도로테아 크리스티안 에르크슬레벤 수지병원은 그의 이름에서 딴 병원이고 괴를리츠에 위치한 독일 적십자사 지역 협회 산하 노인 요양원도 그의 이름을 땄다.
1990년 이후에 독일 연방방위군 제13구호업무군이 주둔했던 할레 북쪽의 병영은 2007년 여름에 할레 수비대가 해산될 때까지 도로테아 에르슬레벤 병영으로 불렸다. 몇몇 학교들도 그의 이름을 가지고 있다. 도로테아 에르슬레벤의 생애를 묘사한 벽화는 1970년에 할레 출신의 화가인 하네스 바그너에 의해 그려졌다. 2007년에는 빌레펠트의 호르네만 연구소에 소속되어 있던 슈테파니 다넨펠트가 이 그림을 복원한 논문을 발표했다.
할레비텐베르크에 있는 마르틴 루터 대학교 의학부 산하 도로테아 에르크슬레벤 학습 센터도 그의 이름을 따서 지어졌다. 1994년에는 마리안 트라우프가 디자인한 청동 흉상이 도로테아 에를레벤을 기념하기 위해 할레 대학교 병원에 세워졌다. 도로테아 에르크슬레벤을 묘사한 크베들린부르크의 조각상은 베른트 괴벨이 1986년부터 1989년 사이에 만든 코른마르크트의 분수 조각상 모음에 속한다.
니더작센주의 도로테아 에르크슬레벤 프로그램은 여성 예술가들을 대학과 기술 대학의 교수 자격을 부여하는 프로그램이다. 크베들린부르크 응용과학대학 및 병원, 베르니게로데 병원은 그의 이름을 따서 명명되었다. 카트린 쉰쾨트하세가 주연을 맡은 독일의 뮤지컬 작품인 《에르크슬레벤이라는 곳이 없다》(Kein Ort. Erxleben)는 그의 삶에 대한 예술적 헌사이다.
베를린, 본, 브라운슈바이크, 드레스덴, 엘름스호른, 할레, 하이데, 헤트슈테트, 힐덴, 킬, 랑겐펠트, 뤼베크, 크베들린부르크 등에 위치한 많은 거리들이 도로테아 에르크슬레벤의 이름을 따서 지어졌다. 구글은 그의 300번째 생일인 2015년 11월 13일에 그를 기념하는 구글 두들을 공개했다.

## 참고 문헌
- Heinz Böhm (1985년). 《Dorothea Christiane Erxleben. Ihr Leben und Wirken. Zu ihrem 270. Geburtstag am 13. November 1985》 (독일어). Quedlinburg: Städtische Museen.
- Julia von Brencken (1997년). 《Doktorhut und Weibermütze. Dorothea Erxleben – die erste Ärztin. Biographischer Roman》 (독일어). Kaufmann. ISBN 3-7936-0306-7.
- 《Dorothea Christiana Erxleben: Weibliche Gelehrsamkeit und medizinische Profession seit dem 18. Jahrhundert》 (독일어). Halle (Saale): Mitteldeutscher Verlag. 2006년. ISBN 3-89812-364-2.
- Liselotte Buchheim (1959), “Erxleben, Dorothea”, Neue Deutsche Biographie (NDB) (독일어) 4, Berlin: Duncker & Humblot, 637–638쪽; (full text online)
- Renate Feyl (1981년). 《Der lautlose Aufbruch. Frauen in der Wissenschaft》. Berlin. ISBN 3-462-02388-8.
- Holger Friedrich (2010년). 《Merkmale aufklärerischer Vernunft in der deutschen Medizin des 18. Jahrhunderts. Das Organismusmodell Stahls, die lateinische Dissertation Erxlebens und die Rede von Mederer und Wuthwehrs zur Integration der Chirurgie im Spiegel der historischen Diskursanalyse》 (독일어). Masterarbeit, Universität Düsseldorf.
- August Hirsch (1877), 〈Erxleben, Dorothea〉, 《Allgemeine Deutsche Biographie》 (독일어) 6, Leipzig: Duncker & Humblot, 334–335쪽
- Emmy Kraetke-Rumpf (2003년). 《Die Ärztin aus Quedlinburg. Das Leben der Dorothea Christiane von Erxleben》 (독일어). ISBN 3-86122-006-7.
- Hans Ludwig (2012년). “Dorothea Christiana Erxleben (1715–1762): Erste promovierte Ärztin in Deutschland”. 《Der Gynäkologe》 (독일어) 45: 732–734. doi:10.1007/s00129-012-3031-8.
- Kornelia Steffi Gabriele Markau (2006년). 《Dorothea Christiana Erxleben (1715–1762): Die erste promovierte Ärztin Deutschlands. Eine Analyse ihrer lateinischen Promotionsschrift sowie der ersten deutschen Übersetzung》 (독일어). Dissertation, Universität Halle-Wittenberg.
- Eike Pies (2011년). 《Dorothea Christiane Erxleben geborene Leporin (1715–1762), die erste promovierte Ärztin in Deutschland》 (독일어). Dommershausen-Sprockhövel. ISBN 978-3-928441-80-3.
- Werner Quednau (1958년). 《Die Ärztin Dorothea Christiana》 (독일어). Berlin: Altberliner Verlag Groszer.
- Florian Steger; Achim Lipp, Jürgen Lasch (Hrsg.) (2015년).  Hallesche Helden der Heilkunst. Bedeutende Ärzte und Wissenschaftler der Medizinischen Fakultät, 편집. 《Dorothea Christiana Erxleben. Die erste promovierte Ärztin in Deutschland》 (독일어) 2판. Freunde Templerhof Gut Mücheln e.V. 64–79쪽. ISBN 978-3-86977-062-8.
- Gisela Stockmann (1993년). 《Dorothea Erxleben. Doktorwürde》 (독일어). Querfurt. ISBN 3-928498-12-6.
- Hubertus Averbeck (2012년). 《Von der Kaltwasserkur bis zur physikalischen Therapie. Betrachtungen zu Personen und zur Zeit der wichtigsten Entwicklungen im 19. Jahrhundert》 (독일어). Bremen: Europäischer Hochschulverlag. 692쪽. ISBN 978-3-86741-782-2.
- Dorothea Christiane Erxleben. Zum 300. Geburtstag der ersten promovierten Ärztin Deutschlands. Harzklinikum Dorothea Christiane Erxleben GmbH, Wernigerode 2015, ISBN 978-3-936185-96-6.